# Europastraße 881
Die Europastraße 881 (kurz: E 881) ist eine Europastraße in der Türkei.

## Verlauf
Die Europastraße 881 beginnt in İzmit, geht weiter über Bursa nach İzmir und endet in Çeşme.